# 維韋克·穆爾蒂
維韋克·哈勒蓋爾·穆蒂（英語：Vivek Hallegere Murthy，1977年7月10日—）是美國醫生和公共卫生服务军官团海军中将，曾在奧巴馬、川普總統時期擔任第19任美國醫務總監，在拜登總統時期擔任第21任美國醫務總監。穆爾蒂是第一位印度裔醫務總監，在擔任醫務總監的第一個任期內，也是美国制服部队最年輕的現役将官。
2020年11月至2021年1月，穆爾蒂與前美国食品药品监督管理局局長大衛·A·凱斯勒和耶魯大學公共衛生教授馬塞拉·努涅斯·史密斯共同擔任候任COVID-19諮詢委員會聯合主席。12月7日，拜登宣布穆爾蒂將重新擔任美國醫務總監。美國參議院於2021年3月23日以57票對43票批准穆爾蒂擔任醫務總監。2022年10月拜登提名穆爾蒂擔任美國世界衛生組織執行委員會代表。

## 外部連結
- . Office of the Surgeon General. United States Department of Health and Human Services. （原始内容存档于2017-04-20）.
- C-SPAN內的頁面（英文）